# Сальта
Са́льта (исп. Salta) — город на северо-западе Аргентины, столица провинции Сальта и административный центр департамента Сальта, входящего в неё. Население 535 050 человек (2010 год), восьмой по величине город страны. В самом начале город имел длинное название «Очень благородный и Верный Город Сан Фелипе Лерма в Долине Сальта» (исп. Muy Noble y Leal Ciudad de San Felipe de Lerma en el Valle de Salta), который, после смерти губернатора Эрнандо де Лерма, тут же был переименован в Сан Фелипе де Сальта (исп. San Felipe de Salta). Со временем и это название упростили до одного слова — Сальта (Salta).

## История
До испанской колонизации территорию сегодняшнего севера Аргентины населяли индейские племена диагита, занимавшиеся охотой, собирательством и примитивным земледелием. Диагита отличались высокой воинственностью, и оказывали яростное сопротивление экспансии инков. Испанцев, появившихся здесь в середине XVI века, они встретили столь же недружелюбно. После очередного восстания индейцев, истреблявших белых поселенцев, сжигавших фермы и блокировавших сухопутное сообщение между Лимой и Рио-де-ла-Платой, в 1576 году администрация вице-королевства приняла решение основать в этом районе город, который мог бы стать опорной точкой для дальнейшей колонизации региона и обеспечить транспортную связность колониальных владений Испании на северо-западе и юго-востоке Южной Америки.

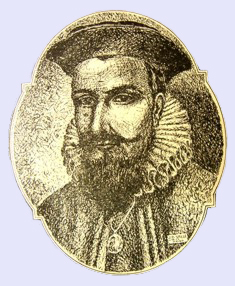
Эрнандо де Лерма, основатель Сальты

Сальта основана 16 апреля 1582 года испанским конкистадором Эрнандо де Лерма, по плану которого поселение должно было стать форпостом между Лимой и Буэнос-Айресом. Маленький военный посёлок довольно быстро развился в процветающий город, чему способствовало как его выгодное расположение между двумя основными центрами испанской колонизации, так и близость к Потоси, в то время бывшему одним из важнейших в экономическом плане городов Земли. Основная часть снабжения расположенного высоко в горах Потоси шла именно через Сальту.
В ходе войны за независимость город стал коммерческим и военно-стратегическим центром, расположенным между Перу и Аргентиной. Во время революции в 1813 году аргентинские войска под командованием Мануэля Бельграно одержали решающую победу над роялистами в битве при Сальте. С 1816 по 1821 годы городом управлял местный генерал Мартин Мигель де Гуэмес, который под командованием генерала Хосе де Сан-Мартина защищал город от наступавших с севера испанцев.
После окончания войны за независимость и большую часть XIX века город находился в состоянии финансового и политического упадка. Оживление началось в 1890 году, когда к Сальте подошла железная дорога. К началу XX века, с прибытием итальянских, испанских и арабских (в основном христиан из Сирии и Ливии) иммигрантов, в городе начала оживать торговля. Начиная с середины XX века Сальта начинает интенсивно развиваться — в 1960 году в ней проживало уже 115 тыс. жителей.

## География и климат
Сальта расположена на северо-западе Аргентины, у восточного подножья Анд, в долине Лерма, на высоте 1 187 м над уровнем моря.
Город лежит в зоне субтропического высокогорного климата, с сезоном дождей в декабре-марте. Благодаря значительной высоте над уровнем моря днём в Сальте обычно жарко, а ночью - прохладно. Весной город иногда накрывается пыльными бурями. В целом сухой и тёплый климат Сальты весьма комфортен для жизни человека.
| Показатель                                | Янв. | Фев. | Март | Апр. | Май  | Июнь | Июль | Авг. | Сен. | Окт. | Нояб. | Дек. | Год  |
| ----------------------------------------- | ---- | ---- | ---- | ---- | ---- | ---- | ---- | ---- | ---- | ---- | ----- | ---- | ---- |
| Абсолютный максимум, °C                   | 35,6 | 33,5 | 34,0 | 32,5 | 34,2 | 32,5 | 37,2 | 34,4 | 36,8 | 38,8 | 39,9  | 38,1 | 39,9 |
| Средний суточный максимум, °C             | 27,4 | 26,1 | 24,8 | 22,6 | 21,0 | 19,1 | 20,2 | 22,3 | 23,5 | 26,4 | 27,4  | 27,8 | 24,1 |
| Средняя температура, °C                   | 21,2 | 20,1 | 18,9 | 16,2 | 13,3 | 10,1 | 10,1 | 12,3 | 15,0 | 18,7 | 20,3  | 21,2 | 16,5 |
| Средний суточный минимум, °C              | 16,1 | 15,6 | 14,7 | 11,6 | 7,7  | 3,8  | 2,9  | 4,6  | 7,4  | 11,3 | 13,9  | 15,5 | 10,4 |
| Абсолютный минимум, °C                    | 8,4  | 5,9  | 4,0  | −1,5 | −2,4 | −6,5 | −7,1 | −6,6 | −3,1 | −0,7 | 1,5   | 6,2  | −7,1 |
| Норма осадков, мм                         | 182  | 163  | 118  | 37   | 9    | 3    | 4    | 4    | 7    | 26   | 65    | 138  | 755  |
| Источник: Servicio Meteorologico Nacional |      |      |      |      |      |      |      |      |      |      |       |      |      |

## Население и экономика
По данным аргентинского Национального института статистики и переписей в 2010 году численность горожан составляла 535 303 человека.
Сальта является крупным транспортным узлом и экономическим центром региона. В городе функционируют предприятия нефтеперерабатывающей, пищевой и лёгкой промышленности. Сальта является популярным туристическим центром. К югу от Сальты расположен один из основных районов виноделия в Аргентине.

## Транспорт
В 6 км на юго-запад от города расположен аэропорт им. Мартина Мигеля де Гуэмеса (ИАТА: SLA, ИКАО: SASA), из которого выполняются регулярные внутренние рейсы в Буэнос-Айрес, Кордову, Мендосу и Пуэрто-Игуасу, а также международные в Сантьяго, Икике, Санта-Крус-де-ла-Сьерра и Флорианополис. Пассажирооборот аэропорта составляет около 700 тыс. человек в год.

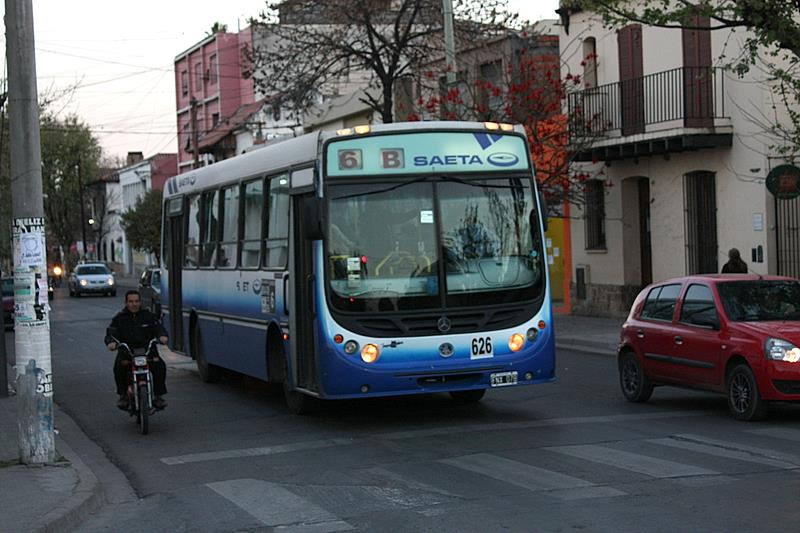
Городской автобус

Сальта связана железной дорогой с Буэнос-Айресом. Прежде железнодорожное сообщение между городами было весьма активным, но осуществлённая в 1991 году приватизация железнодорожной сети Аргентины привела к её фактическому разрушению, и все усилия правительства восстановить пассажирские перевозки до сих пор не привели к устойчивым результатам. Одноколейная железная дорога (одна из самых высокогорных в мире) соединяет Сальту с чилийским портом Антофагаста, проходя через Анды, Пуна-де-Атакама и пустыню Атакама. В основном дорога используется для перевозки полезных ископаемых, хотя по ней также ходит туристический поезд Tren a las Nubes (исп. "поезд в облаках").
Через Сальту проходят национальные шоссе №9 (Буэнос-Айрес - Ла-Кьяка), №16 (Корриентес - Сальта), №23 (Сальта - Калама) и №51 (Сальта - Антофагаста).
Основной вид общественного транспорта - городские и пригородные автобусы. Существует централизованная оплата электронными картами SAETA.

## Достопримечательности

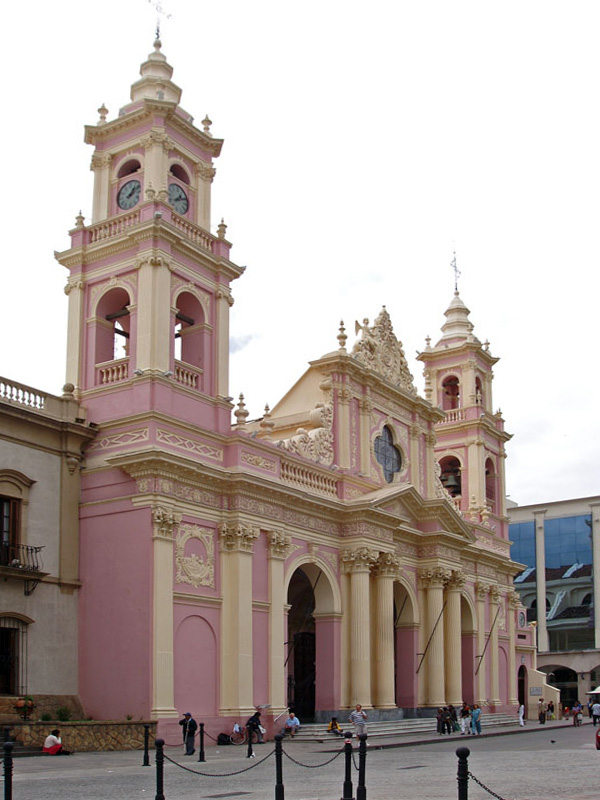
Кафедральный собор Сальты

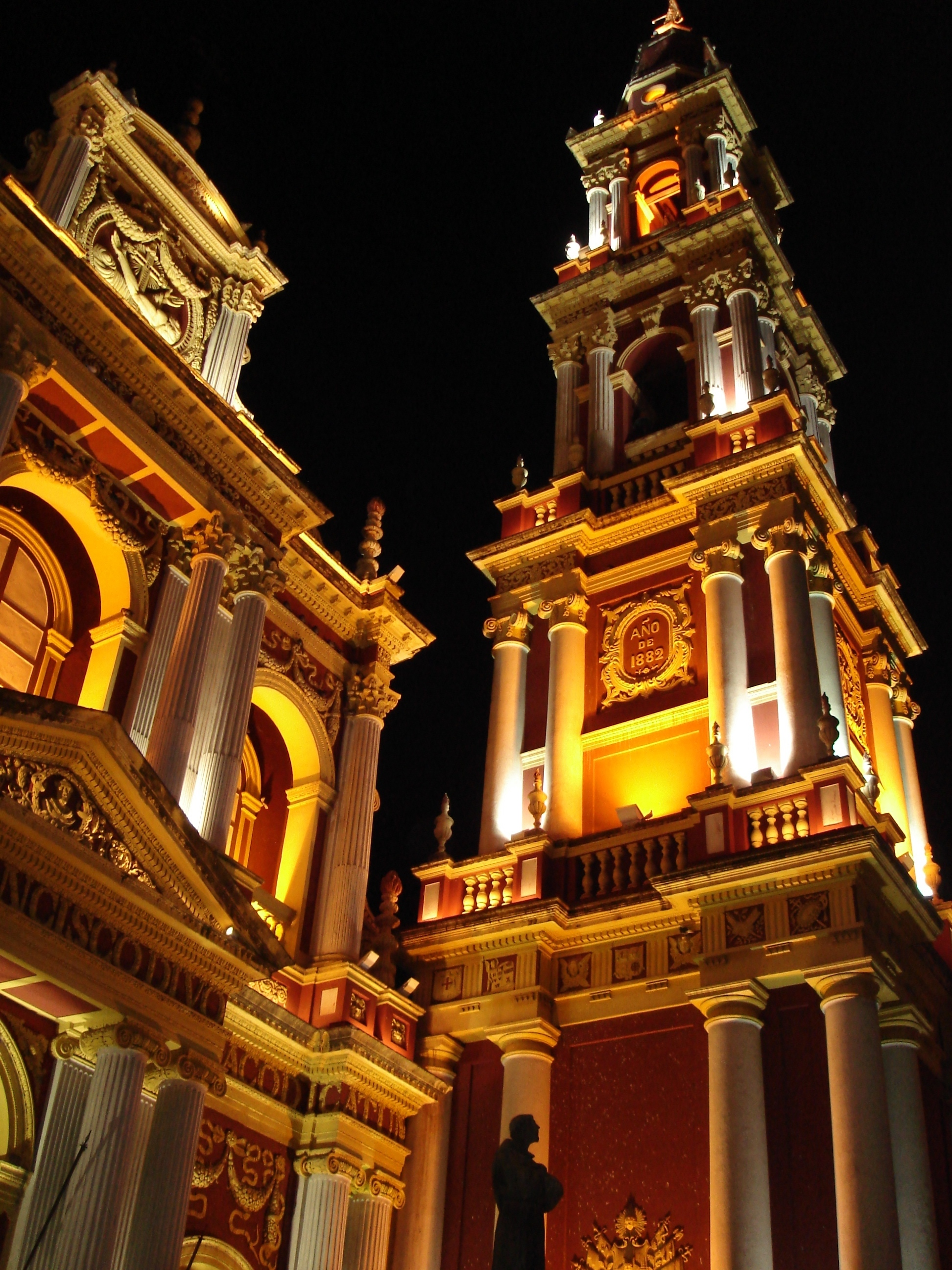
Монастырь святого Франциска

За большое число памятников архитектуры колониального периода и природных красот окружающей его долины город получил неофициальное название Сальта-ла-Линда (Salta la Linda — «прекрасная Сальта»). Среди памятных зданий, основная часть которых построена в XVII—XVIII вв., выделяется кабильдо, неоклассический собор и центральная площадь «9-го июля». В музеях города представлены предметы культа коренного населения доколумбова периода, а также артефакты Конкисты и колониального периода. В Сальте также имеется университет (исп.), основанный в 1972 году.
Сальта является южной конечной точкой экскурсионной железной дороги Трен-де-лас-Нубес (Tren de las Nubes — «поезд в облака»), которая идёт к границе с Чили, и другим туристическим достопримечательностям.
В Сальте проходит традиционный апрельский фестиваль, продолжающийся в течение всего месяца. В это время по городу проводятся разные культурные мероприятия: выступления, концерты, а также выставки продуктов и ремесел.

## Галерея

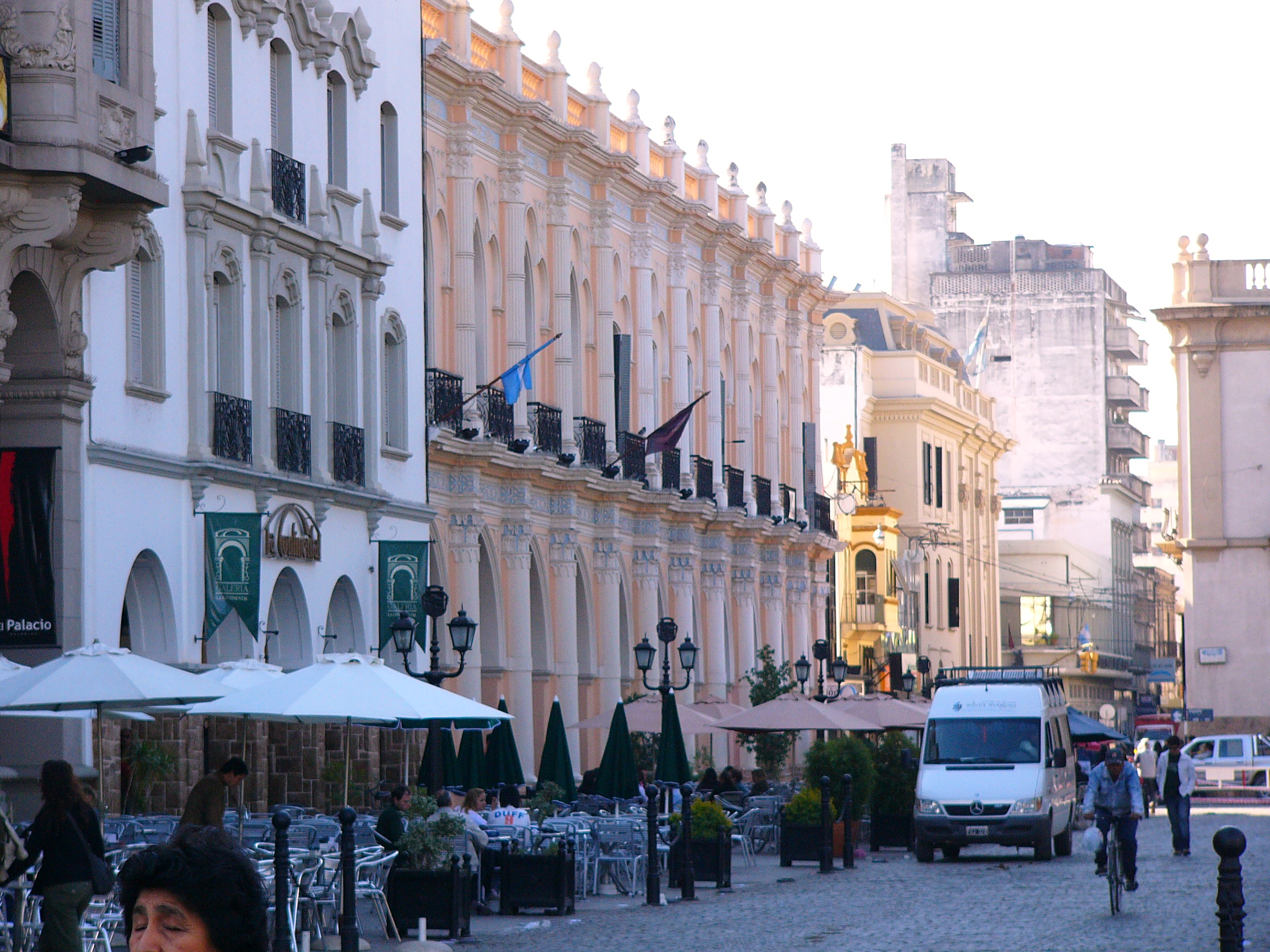
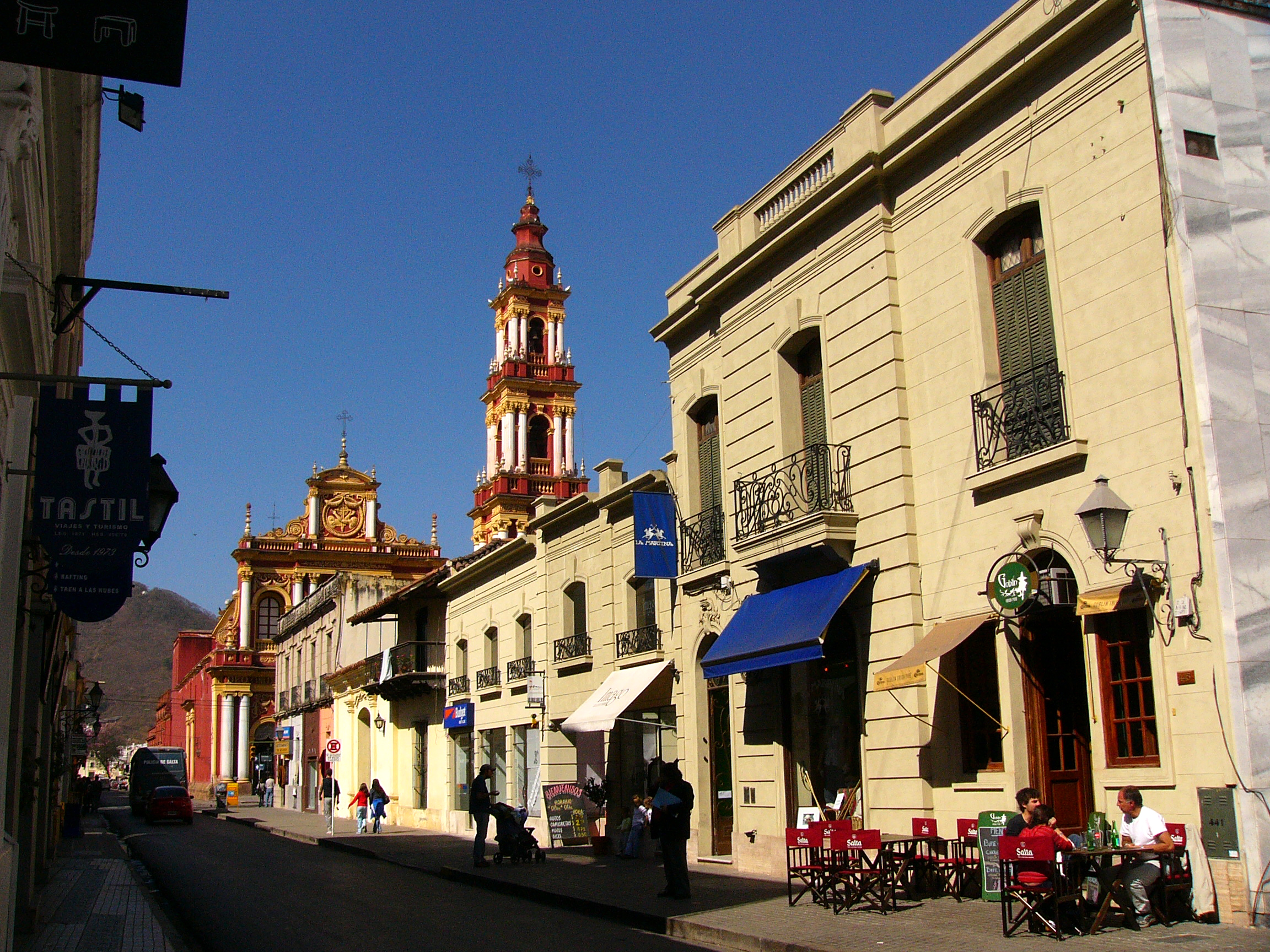
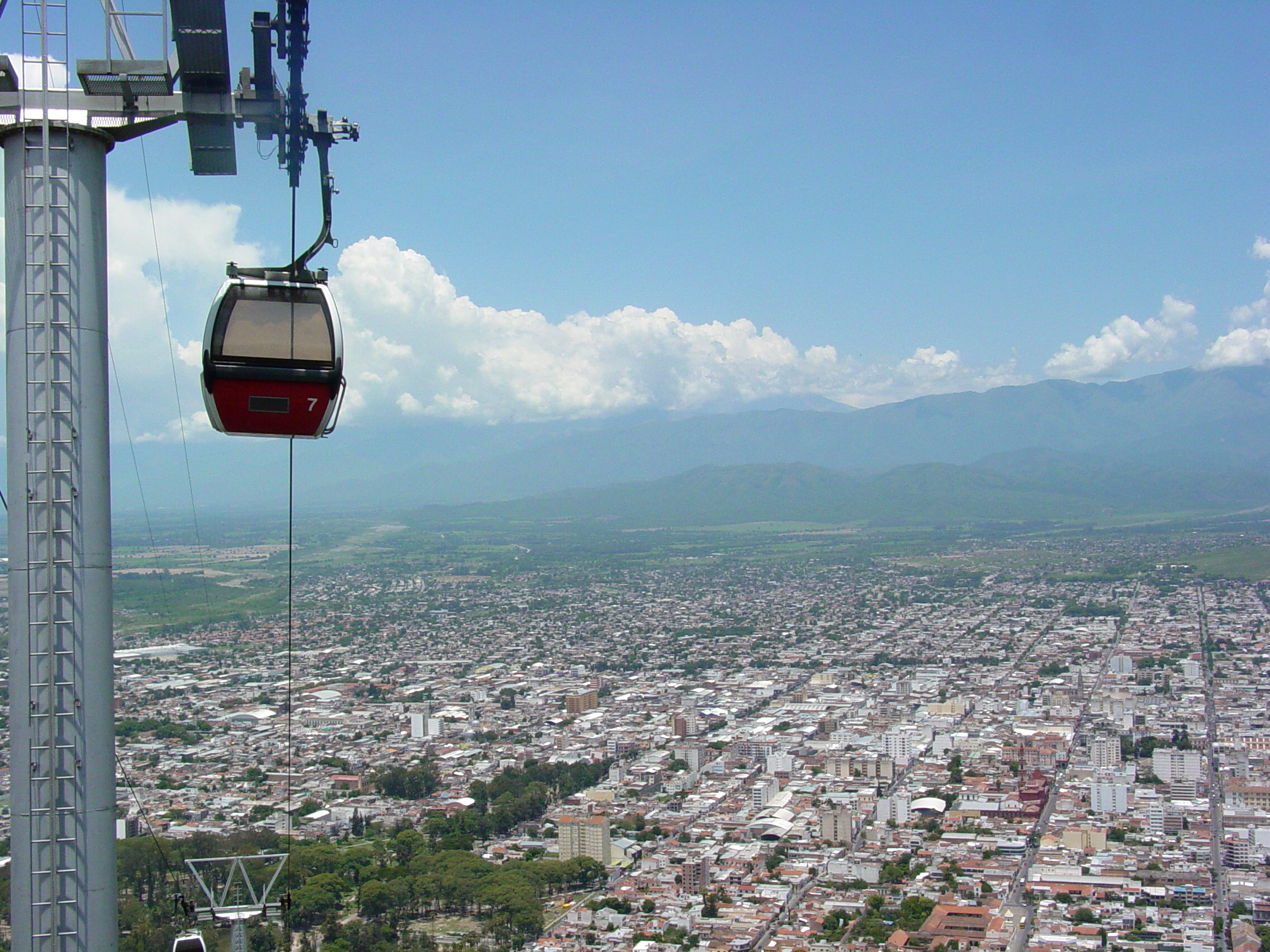
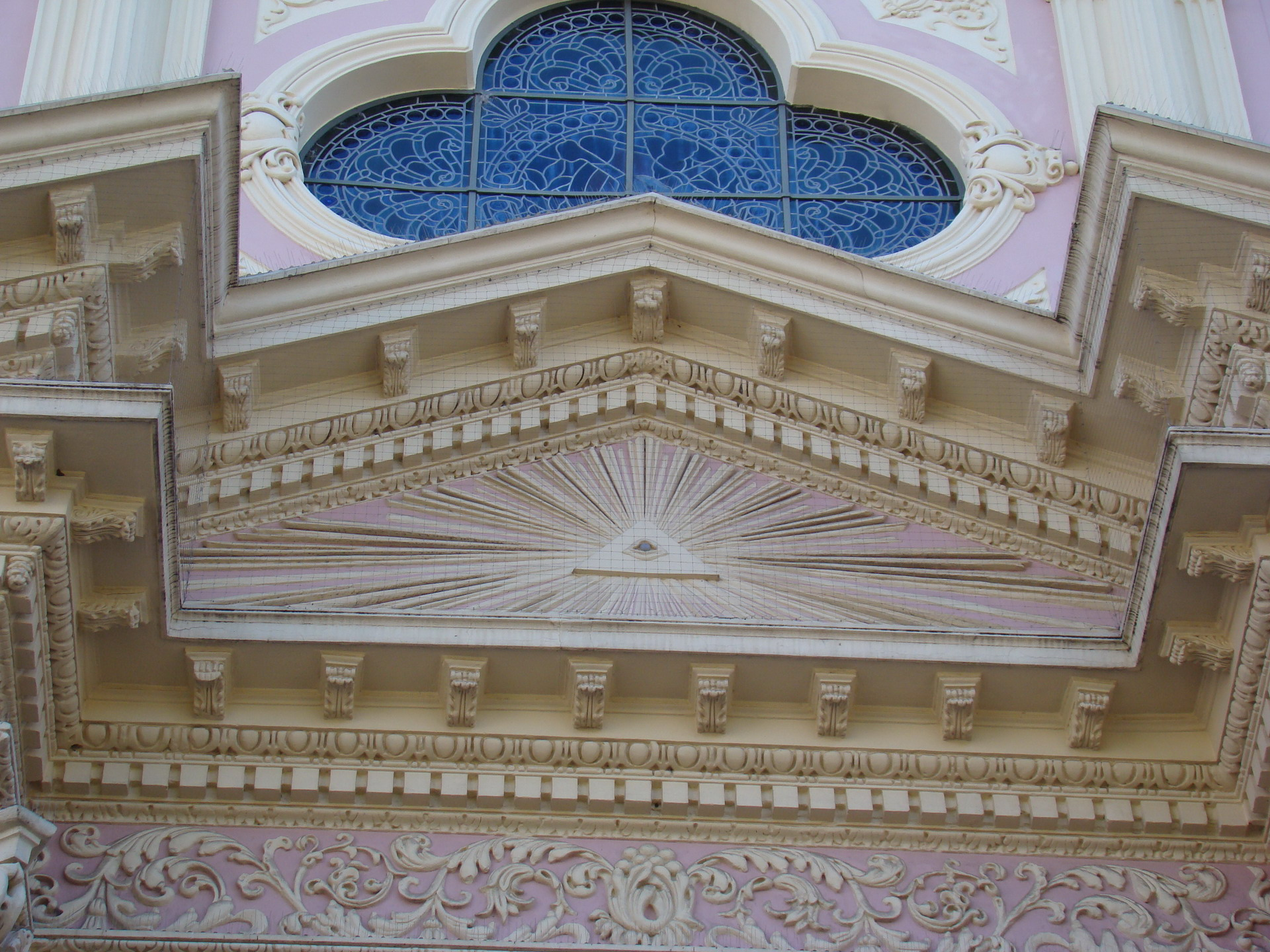
Всевидящее Око. Фасад Кафедрального собора